# Landhauska Dolní a Horní
Landhauska Dolní a Horní (Halířovský grunt, Pachtův dvůr) jsou budovy bývalé hospodářské usedlosti v Praze, které se nacházejí v Havlíčkových sadech. Dolní Landhauska stojí pod svahem na břehu Botiče, zbylé budovy Horní Landhausky se nacházejí u vchodu do parku z Rybalkovy ulice. Dolní Landhauska je chráněna spolu s Havlíčkovými sady a Gröbovou vilou jako kulturní památka České republiky.

## Historie
Obě sousedící usedlosti známé pod názvem „Halířovský grunt“ měly stejný osud. Byly postaveny nejpozději začátkem 17. století a po skončení třicetileté války je měli v držení jezuité. Sloužily jako letní venkovské domy „landhausky“ pro nemocné členy řádu z Prahy.
Stavení s polnostmi a vinicí měl v polovině 18. století v majetku Antonín Haniš z Greifenthalu, po něm usedlosti držel František Václav Pachta z Rájova. Majitelé se zde střídali, od Kašpara Vintra koupil dvůr „se všemi budovami, ovocnou i kuchyňskou zahradou, živým i mrtvým inventářem“ baron Jakub Wimmer. Po jeho smrti roku 1822 přešly obě Landhausky spolu s dalšími nemovitostmi do exekučního prodeje, kde je získal Josef Lumbe, pozdější dvorní rada, univerzitní profesor a ředitel pražské polytechniky. Lumbe zde dal postavit obytnou budovu a na části vinic a zahrad vybudoval sady.

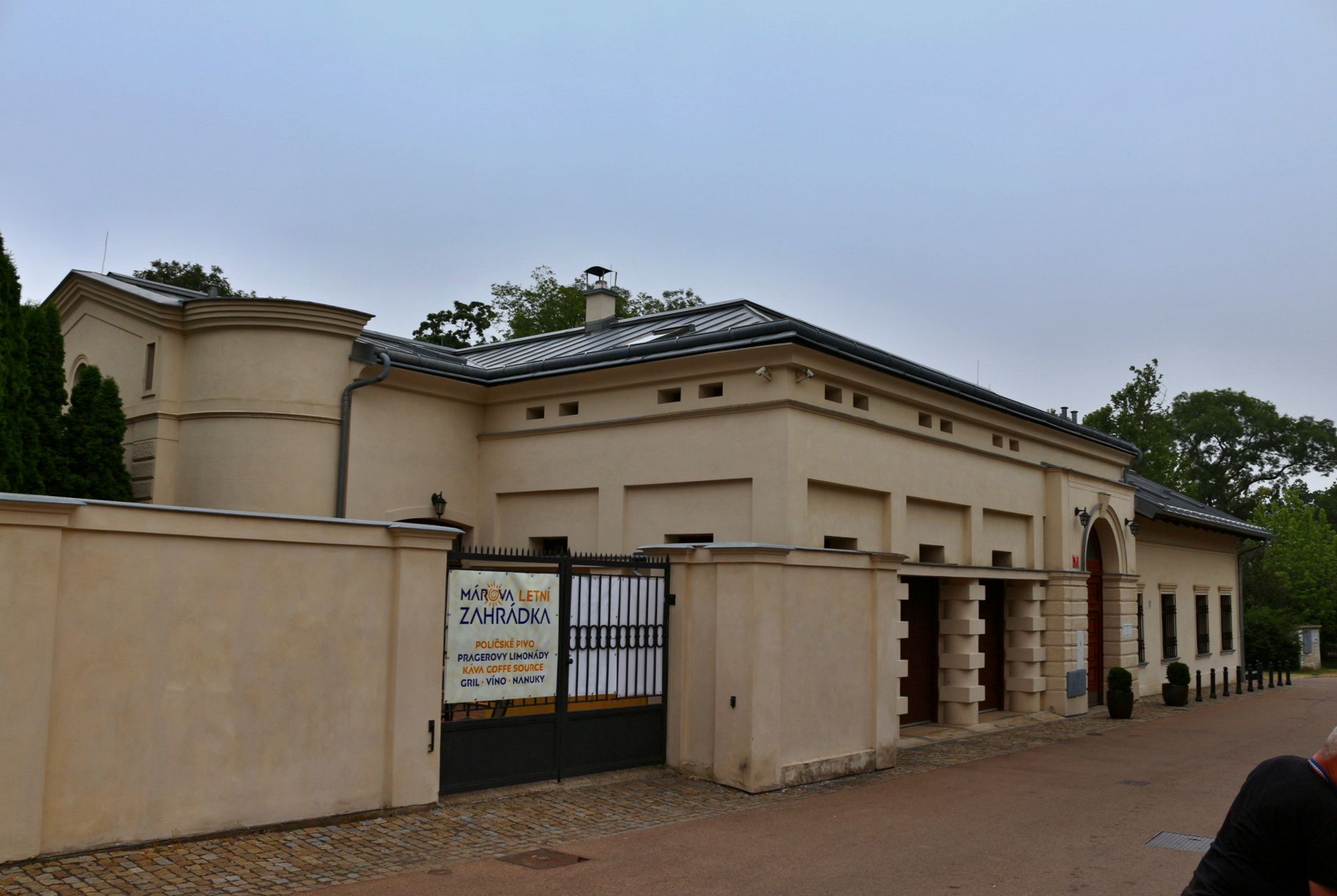
Horní Landhauska
Roku 1870 koupil Horní Landhausku Moritz Gröbe, který posléze získal i Dolní Landhausku. Na vyvýšené terase na místě původního obytného domu Horní Landhausky čp. 59 postavil novou vilu. Z této horní usedlosti se dochovaly tři budovy s dvorem a zahrádkou. Jedna z těchto budov sloužila veřejným účelům, zbylé dvě byly obytné. Nebyly přestavovány a zachovaly si původní venkovský charakter.
Dolní Landhauska
Dolní Landhauska čp. 60 je dvoupatrová novorenesanční budova postavená roku 1871 na místě starší usedlosti. Zalomená opěrná zeď v její blízkosti má niky na křídlech a zaklenutá schodiště po stranách. Schodiště nesou terasu pod obnovenou vinicí. Vila stojí na břehu Botiče pod svahem a má bohatě zdobené průčelí. Při rekonstrukci roku 2007 získala novou střechu a fasádu.